# Partit de la Llibertat del Kurdistan
Partit de la Llibertat del Kurdistan (Parti Azadyi Kurdistan) és un moviment polític nacionalista del Kurdistan del Sud, fundat per Saeed Yazdanpana en 1991, i aquell mateix any va ser assassinat. L'any 2006, Ali Qazi Muhammed, fill de Qazi Muhammad, líder de la república de Mahabad. va tornar al Kurdistan, es va unir al PAK i va ser escollit al congrés del partit el 2006 com a líder del partit. El 2017 per motius de salut i edat, va abandonar el Kurdistan i dimitir, sent substituït per Hussein Yazdanpana.
En 2016 comptava amb 600 combatents protegint les fronteres del Kurdistan en l'entorn de les ciutats de Mosul i Kirkuk.